# Kostel Všech svatých (Sedličky)
Kostel Všech svatých s dřevěnou zvonicí se nalézá na jižním úpatí kopce Zebín v Sedličkách části města Jičín v okrese Jičín. Církevní stavba byla v roce 2015 Ministerstvem kultury České republiky prohlášena kulturní památkou České republiky.

## Historie
Původní kostel Všech svatých byl vybudován ve 14. století. Jeho současná bezvěžová podoba vznikla raně barokními úpravami v průběhu 17. století. Během nich byla v jeho blízkosti na severozápadě postavena dřevěná zvonice s osmiúhelníkovým půdorysem s šindelovou střechou. S přilehlým hřbitovem jde o jediné dochované stavby zaniklé vesnice Zebín.

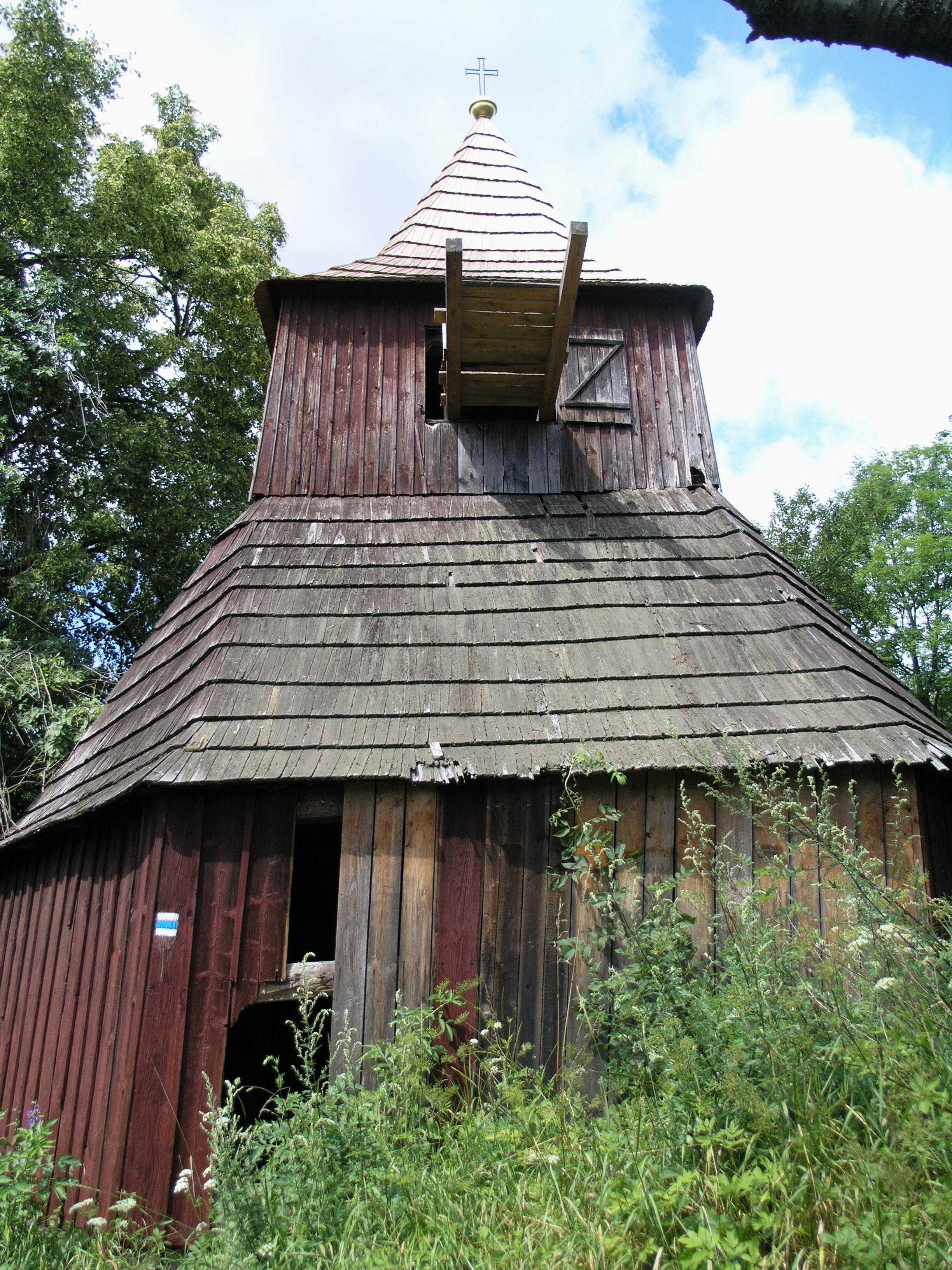
dřevěná zvonice u kostela Všech svatých na Zebíně

## Popis
Kostel je postaven na obdélníkovém půdorysu, s půlkruhově uzavřeným presbytářem. Okolo kostela se nalézá lichoběžníková ohradní zeď se hřbitovem. Průčelí kostela s trojúhelníkovým štítem je děleno lizénami, po stranách jsou dvě půlválcové niky zaklenuté konchou s plastickou výzdobou, další nika je v trojúhelníkovém štítě. Obvodová korunová římsa obíhá obvod celé stavby kostela. Kostelní loď je dělena lizénami, které ji člení po každé straně do tří polí. Kostelní loď je osvětlena šesti obdélnými zapuštěnými okny, která jsou zakončena segmentovým plným obloukem. K lodi je v ose přistavěn užší presbytář se třemi okny stejného tvaru a členění jako v lodi, k severovýchodní straně přiléhá k presbytáři drobná stavba sakristie s menšími obdélnými okny. 